# Умнак
Умнак (енгл. Umnak) је острво САД које припада савезној држави Аљаска. Површина острва износи 1793 km². Према попису из 2000. на острву је живело 39 становника.